# Ramillies (Bélgica)
Ramillies es un municipio belga perteneciente a la provincia de Brabante Valón, en la Región Valona.
A 1 de enero de 2019 tiene 6522 habitantes en un área de 48,68 km².

## Historia
Aquí tuvo lugar en 1706 la batalla de Ramillies de la Guerra de Sucesión Española.
El municipio está atravesado por la antigua calzada romana que unía Bavay con Colonia.

## Geografía
Se ubica unos 20 km al norte de Namur junto a la carretera N91 que une dicha ciudad con Lovaina.

### Secciones del municipio
El municipio comprende los antiguos municipios, que se fusionaron en 1977:
| - Ramillies-Offus - Autre-Église - Gérompont - Grand-Rosière-Hottomont - Huppaye |

## Demografía

### Evolución
Todos los datos históricos relativos al actual municipio, el siguiente gráfico refleja su evolución demográfica, incluyendo municipios después de efectuada la fusión el 1 de enero de 1977.
| Gráfica de evolución demográfica de Ramillies entre 1846 y 2020 |
|                                                                 |